# Disnomia (satélite)
Disnomia es el único satélite conocido del planeta enano Eris. Oficialmente denominado como (136199) Eris I Disnomia. La primera denominación fue S/2005 2003 UB313 1, hasta su designación oficial por parte de la Unión Astronómica Internacional.
Descubierto el 10 de septiembre de 2005 por Michael Brown y su equipo en el Observatorio Keck en Hawái. Recibió el nombre oficial debido a que Disnomia es la hija de la diosa griega Eris. Con su descubrimiento los cuatro principales objetos del cinturón de Kuiper poseen satélites naturales: Eris, Haumea, Plutón y Makemake.
Con un diámetro estimado de 700 km, es muy probablemente la segunda luna más grande conocida de un planeta enano, después de Caronte, el mayor satélite de Pluton.

## Propiedades físicas
El satélite tiene un diámetro estimado de unos 700 km, aproximadamente la tercera parte del tamaño de Eris. De acuerdo a las observaciones efectuadas con los telescopios Keck y Hubble, se han estimado sus parámetros orbitales, con un período de algo más de 15 días, en una distancia a Eris de unos 37 370 km, por lo que la masa del sistema (Eris + Disnomia) sería 1,27 veces la de Plutón.
El satélite parece cerca de sesenta veces menos luminoso que el propio planeta enano al que orbita, y hasta 500 veces más débil en el espectro visible. Esto indica que su albedo es apreciablemente más oscuro que el de su planeta.

## Parámetros orbitales
El semieje mayor de su órbita parece ser de entre 30 000 y 36 000 km, con un período orbital de 14 días. Estimaciones más precisas de los parámetros orbitales permitirán, en un futuro, una determinación más precisa de la masa del satélite y del planeta madre.

## Elección del nombre
Disnomia (en griego Δυσνομία), era la hija de Eris, y la divinidad de la Anarquía. Mike Brown eligió este nombre como una conexión con el nombre extraoficial de Eris (el nombre que tuvo antes de serle asignado uno por la IAU), que era Xena, por el personaje de la serie de televisión Xena: la princesa guerrera. La actriz que daba vida a Xena era Lucy Lawless, cuyo apellido Lawless, que significa "sin ley", es muy similar a la traducción de Disnomia al inglés, que es lawlessness (anarquía).